# Château de Mathan
Le château de Mathan, également appelé villa Larivière-Renouard, était une imposante demeure de style Louis XIII située en bord de mer sur la commune de Luc-sur-Mer, dans le Calvados.

## Histoire
Cette demeure est construite pour le négociant Romain Renouard dit Larivière (1814-1878) sur le modèle de sa villa située à Courbevoie. Il  possède l'un des premiers grands magasins parisiens, nommé « Au coin de rue » car situé à l’angle de la rue Montesquieu et de la rue des Bons-Enfants - Zola s'inspire de cet univers dans « Au Bonheur des Dames ». Après le décès de l'homme d'affaires survenu à Courbevoie, le bâtiment passe à la famille de Mathan.
Pillé et sérieusement endommagé pendant la Seconde Guerre mondiale, le château est rasé quelques années plus tard.